# تشيركاسي (فلم)
تشيركاسي  المعروف أيضًا باسم U311 Cherkasy هو فيلم روائي أوكراني أخرجه تيمور ياشينكو حول الدفاع عن كاسحة ألغام بحرية، والتي تم حظرها من قبل القوات الروسية في خليج دونوزلاف في مارس 2014، أثناء ضم شبه جزيرة القرم. صُوِّر الفيلم بدعم من وكالة الأفلام الحكومية الأوكرانية.
أقيم العرض الأوكراني والدولي الأول لنسخة المهرجان من الفيلم في 16 يوليو 2019، في مهرجان أوديسا السينمائي الدولي (IOFF). تم إصدار نسخة توزيع الفيلم للفيلم في أوكرانيا في 27 فبراير 2020 من مجموعة التوزيع الإعلامي الروسية المتعددة (MMD).

## قصة الفيلم
ميشكو وليف شابان من قرية أوكرانية وجدا نفسيهما، لأسباب مختلفة، على متن السفينة الحربية التابعة للبحرية الأوكرانية «تشيركاسي»، المتمركزة في ميناء بحيرة القرم دونوزلاف، خلال أحداث الميدان الأوروبي (الاحتجاجات العامة) في عام 2014. في الوقت الذي يتم فيه تدريب طاقم كاسحة ألغام «تشيركاسي»، يفر الرئيس يانوكوفيتش من أوكرانيا، ويتم الاستيلاء على شبه جزيرة القرم من قبل «الرجال الخضر الصغار». بدأ احتلال شبه جزيرة القرم. عادت السفينة إلى القاعدة، لكن الميناء ضاع بالفعل. «تشيركاسي»، إلى جانب السفن الأخرى التابعة للأسطول الأوكراني، مسدودة في بحيرة دونوزلاف - الطريق إلى البحر تغلقه السفن الغارقة.
السفن الأوكرانية تستسلم واحدة تلو الأخرى، فقط طاقم «تشيركاسي» يقاوم ويستمر في قتال شجاع، وإن كان ميؤوسًا منه، ضد العدو.